# 札幌交通機械
札幌交通機械株式会社（さっぽろこうつうきかい）は、北海道旅客鉄道（JR北海道）及び札幌市交通局（地下鉄及び市電）の車輌整備を行う、JR北海道の関連会社。

## 概況
1952年、国鉄関連の設備工事、廃車解体及び私鉄蒸気機関車・貨物車の修繕を施工することで国鉄OBが主体となって前身となる「苗穂工業株式会社」を設立。1958年には札幌市電の車輌新製や改造工事を共同企業体札幌綜合鉄工共同組合の形で受注することで官公庁業務にも進出を果たす。
その後、1969年には当時の国鉄の後援により、主要車輌メーカーの出資を得て、当時の苗穂工業を母体として新たに現社名である札幌交通機械として設立された。
発足後は旧国鉄（現在のJR北海道）の車輌整備をはじめ、1971年に開業した札幌市営地下鉄南北線、1976年に開業した札幌市営地下鉄東西線、1988年に開業した札幌市営地下鉄東豊線の車輌検査を、車輌メーカーである川崎重工業から相次いで受注。その他にも蒸気機関車(C11 171号)復元工事、札幌市電向けササラ電車、百合が原公園内を運行する「リリートレイン」、特急列車のミニチュア車輌の製作など車輌の製造はもとより、「JRタワー」や「ホテル日航ノースランド帯広」などの施設の空調設備、旭川運転所の機械設備新設なども手がけている。

## 事業所
- 本社

北海道札幌市東区北7条東17丁目16番地

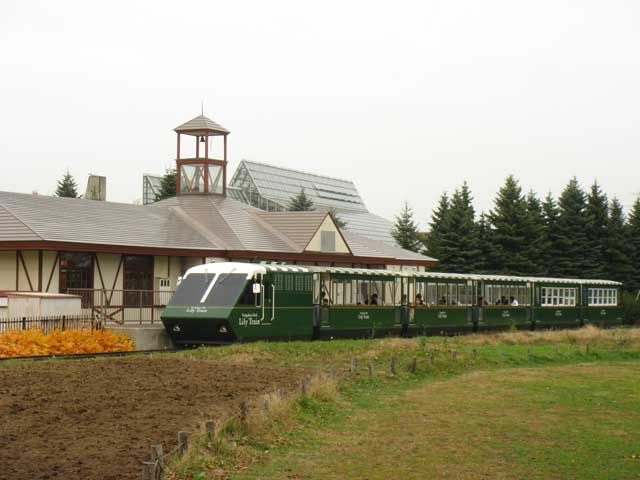
札幌交通機械が製造したリリートレイン（百合が原公園内）

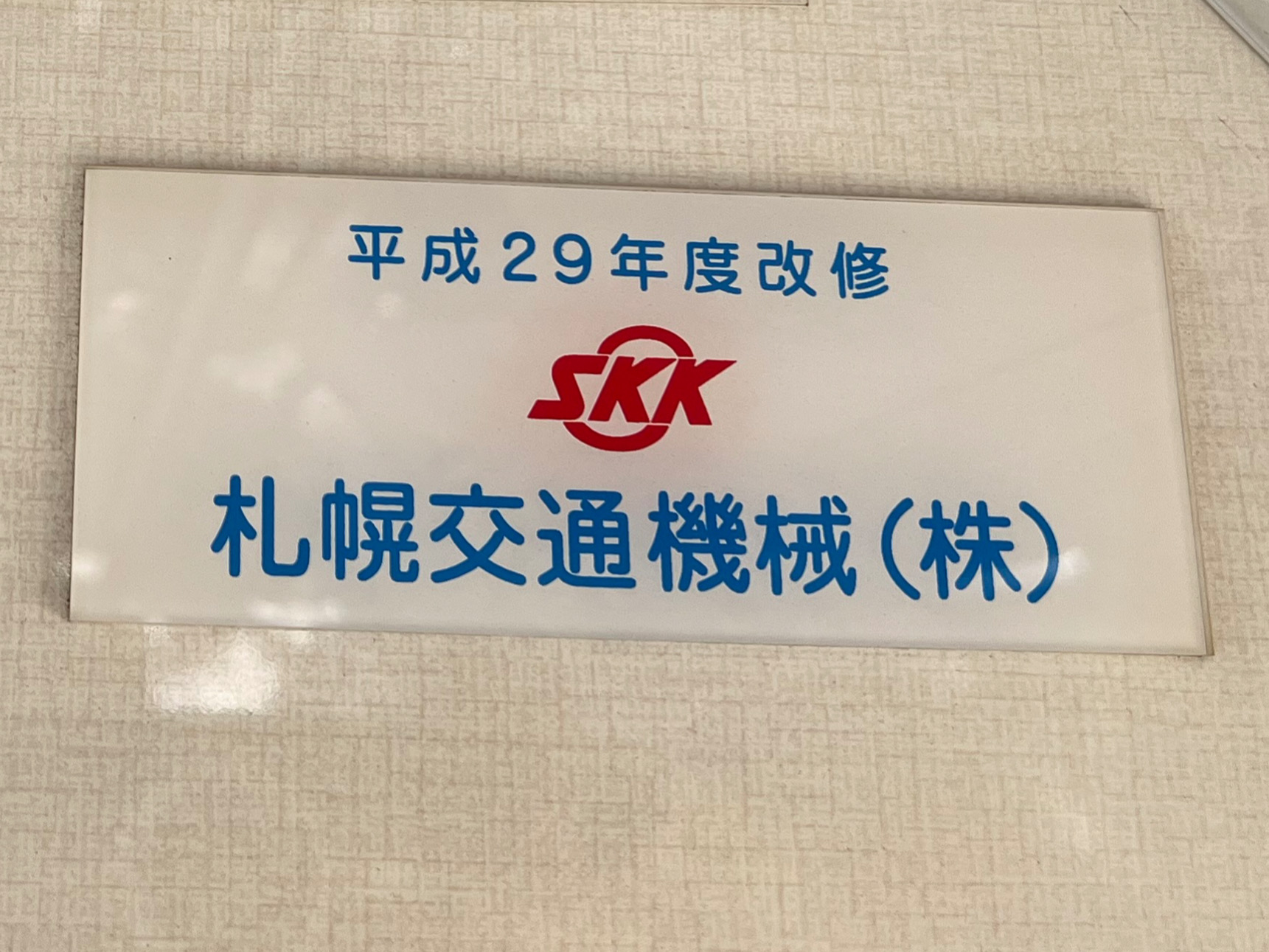
車内銘板
（札幌交通機械が車両改修を担当した函館市交通局8000形電車）

- 高速電車部 電車第一課（札幌市交通局南車両基地内）

北海道札幌市南区真駒内東町2丁目1-1
- 高速電車部 電車第二課（札幌市交通局東車両基地内）

北海道札幌市厚別区大谷地東6丁目1-1
- 高速電車部 電車第三課（札幌市交通局西車両基地内）

北海道札幌市西区二十四軒1条4丁目1-2
- 旭川機械支店

北海道旭川市3条通18丁目左3号
- 釧路機械支店

北海道釧路市白金町13-25
- 釧路車両支店

北海道釧路市喜多町2-16（釧路運輸車両所構内）
- 釧路機械支店帯広派出

北海道帯広市西20条南1丁目8-5
- 函館機械支店

北海道函館市桔梗2丁目33-24
- 函館車両支店

北海道亀田郡七飯町字飯田町233-1（函館新幹線総合車両所内）

## 歴史
- 1952年（昭和27年）9月 - 国鉄OBが主体で苗穂工業株式会社を設立（資本金50万円）

- 1958年（昭和33年）6月 - 札幌市交通局の路面電車新設、改造工事を受注し、官公庁業務に参入
- 1967年（昭和42年）2月 - 建設業許可登録、北海道知事認可取得
- 1967年（昭和42年）4月 - 札幌市交通局車両関係工事一括受注
- 1969年（昭和44年）2月 - 資本金を1,500万円に増資
- 1969年（昭和44年）
  - 国鉄の後援により、三菱電機、日立製作所、川崎重工業、日本車輌製造等、本州大手鉄道車輌メーカーなどの出資を得て、当時の苗穂工業株式会社を母体とし、商業登記を「札幌交通機械株式会社」として設立。（資本金1,500万円）
  - その後、旭川、釧路、函館、室蘭に営業所及び出張所を開設する。
- 1971年（昭和46年）
  - 札幌市に道内初の地下鉄（地下鉄南北線）が開業し、車両メーカー（川崎重工業）から年検査を受注。その後開通した地下鉄東西線、地下鉄東豊線の車輌検査も受注。
- 2003年（平成15年）2月 - 北海道旅客鉄道（JR北海道）の子会社化
- 2016年（平成28年）11月 - 新社屋竣工、本社移転（札幌市東区北7条東17丁目）
- 2016年（平成28年）12月 - 北海道ジェイ・アール・サイバネット株式会社を吸収合併
- 2017年（平成29年）3月 - 室蘭支店廃止
- 2018年（平成30年）4月 - 札幌工営株式会社を吸収合併